# Tom Swift
Tom Swift là nhân vật chính trong trong loạt tiểu thuyết phiêu lưu, viễn tưởng dành cho lứa tuổi thiếu niên gồm 5 kỳ của Mỹ. Tiểu thuyết được xuất bản lần đầu vào năm 1910 với hơn 100 bản. Nhân vật đã được tạo ra bởi Edward Stratemeyer, người sáng lập công ty bao bì sách Stratemeyer Syndicate. Cuộc phiêu lưu của Tom được viết bởi nhiều nhà văn khác nhau, bắt đầu bởi Howard Garis. Phần lớn cuốn sách được viết với bút danh tập thể "Victor Appleton", 33 bản của loạt truyện thứ 2 được viết với bút danh Victor Appleton II. Trong loạt truyện này, và một số trong những loạt truyện sau đó, nhân vật chính là "Tom Swift, Jr.". Tiêu đề mới được xuất bản gần đây nhất là năm 2007. Phần lớn các loạt truyện đề cập đến những phát minh của Tom và mô tả những tác động tích cực của khoa học, công nghệ và vai trò của các nhà phát minh trong xã hội đáng được ngưỡng mộ.
Tiểu thuyết được dịch ra nhiều ngôn ngữ và được bán hơn 30 triệu bản trên toàn cầu. Tom Swift được lấy làm tên của trò chơi cờ và loạt chương trình truyền hình.
Một số người nổi tiếng, bao gồm Steve Wozniak và Isaac Asimov, đã trích dẫn "Tom Swift" như một nguồn cảm hứng. Một số sáng chế, bao gồm cả Taser, được truyền cảm hứng từ những phát minh hư cấu của Swift. "Taser" được cho là một từ viết tắt của "Electric Rifle Thomas A. Swift."

## Các phát minh

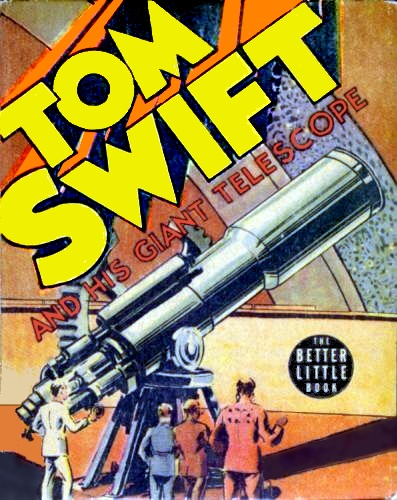
Tom Swift and His Giant Telescope (1939), from the original Tom Swift series.

Trong nhiều hiện thân khác nhau của mình, Tom Swift, thường là một chàng thiếu niên, có đầu óc khoa học và giàu tính sáng tạo. Tom được miêu tả như một thiên tài bẩm sinh. Trong hầu hết năm loạt truyện, mỗi cuốn sách đều tập trung vào phát minh mới nhất của Tom và vai trò của nó trong việc giải quyết một vấn đề hay một bí ẩn nào đó hoặc hỗ trợ Tom trong cuộc thám hiểm. Thường thì Tom phải bảo vệ phát minh mới của mình tránh các nhân vật phản diện "có ý định ăn cắp sấm sét của Tom hoặc ngăn cản sự thành công của mình," nhưng cuối cùng Tom luôn là người thành công.
Nhiều sáng chế hư cấu của Tom Swift được mô tả như sự phát triển thực sự của công nghệ. Tom Swift Among the Diamond Makers (1911) được dựa trên những nỗ lực của Charles Parsons trong việc sử dụng dòng điện để tạo ra kim cương tổng hợp.Tom Swift and His Photo Telephone được xuất bản vào năm 1912.Một nguồn tin khẳng định quá trình gửi hình ảnh qua điện thoại không được phát triển mãi cho đến năm 1925. Tuy nhiên, các dịch vụ fax có dây thương mại đầu tiên được thành lập vào năm 1865, hơn một thập kỷ trước khi điện thoại được phát minh.

## Ảnh hưởng văn hóa

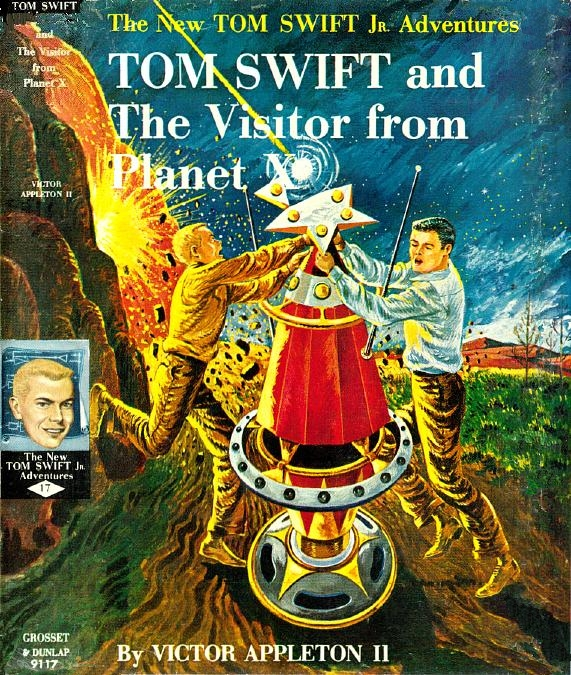
Trang bìa của Tom Swift và chuyến thăm đến hành tinh X (1961), trong se-ri cuộc phiêu lưu của Tom Swift, Jr. Adventure